# Wolny rynek
Wolny rynek – system gospodarczy, w którym podstawą działalności są dobrowolne umowy zawierane z poszanowaniem prawa własności prywatnej. Najważniejsze cechy tego systemu to swoboda ustalania cen transakcji, swoboda wejścia nowych producentów na rynek, ustalanie dochodów przez konsumentów i przedsiębiorców (bez ingerencji państwa). Termin stosowany czasami wymiennie z kapitalizmem.

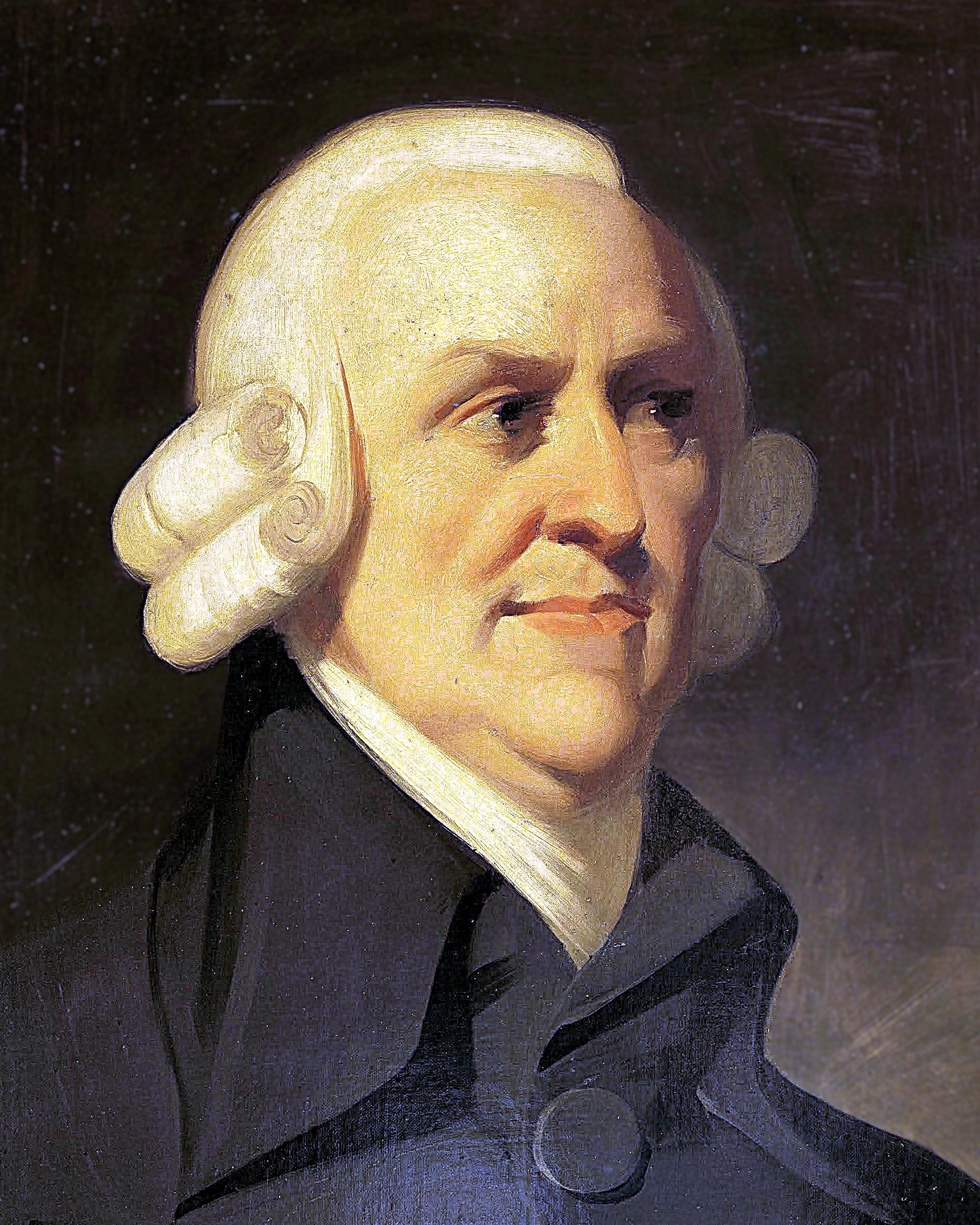
Adam Smith - uważany za ojca nowoczesnej ekonomii i ideologii wolnego rynku

Na wolnym rynku kupujący i sprzedający nie podlegają ograniczeniom ani przymusowi ze strony podmiotów zewnętrznych (np. władzy publicznej), a warunki transakcji – w szczególności cena – zależą jedynie od ich obopólnej zgody.
Podejścia ekonomiczne optymistyczne wobec efektywności tej relacji społecznej często postulują, że suma indywidualnych decyzji transakcyjnych podmiotów składających się na wolny rynek przejawi się w postaci balansu popytu i podaży. W procesie interakcji spontanicznych decyzji kupujących i sprzedających, zwanym mechanizmem rynkowym ma dojść do ustanowienia się równowagi rynkowej, czyli zrównania popytu z podażą oraz ustalenia ogólnej ceny równowagi. Jednak w ramach obecnego paradygmatu ekonomii matematycznej, coraz bardziej rozpoznawany jest wynik powszechnie znany jako teoria Sonnenscheina–Mantela–Debreu. Między innymi, rezultat ten dowodzi możliwości istnienia różnorakich punktów równowagi w zależności od punktu z którego gospodarka wychodzi, jak i równowag które nie są jedynie sumą interakcji rynkowych.
Bardzo często zwolennicy wolnego rynku uważają, że warunkiem zaistnienia wolnego rynku są precyzyjnie określone prawa własności, przede wszystkim w odniesieniu do środków produkcji oraz wytworzonych dóbr. Zwolennicy liberalnych koncepcji ekonomicznych twierdzą, że odpowiednie dookreślenie praw własności może zapewnić jedynie powszechna własność prywatna środków produkcji. Tradycje lewicowo-libertariańskie zwykle odrzucają formalizację praw własności, postulując na przykład, że własność jest zwyczajnie przedłużeniem użytku, lub kradzieżą.

## Efektywność ekonomiczna
Wolnego rynku nie należy mylić z doskonałą konkurencją. Pojęcie wolnego rynku obejmuje jedynie postulaty dobrowolności wymiany oraz kształtowania cen i innych warunków wymiany wyłącznie w wyniku negocjacji między kupującymi i sprzedającymi. Model konkurencji doskonałej odnosi się natomiast do charakterystyki konkurencji na rynku i postuluje cały szereg dodatkowych założeń, jak duża liczba sprzedających i kupujących, zerowe koszty transakcji czy doskonała informacja rynkowa. Wolny rynek bywa przytaczany jako niezbędny warunek zaistnienia konkurencji doskonałej. Wolny rynek prowadzi do najefektywniejszej ekonomicznie alokacji zasobów, jeżeli w wyniku działania mechanizmu wolnorynkowego dochodzi do ustalenia struktury rynkowej zbliżonej do doskonałej konkurencji. Każda ingerencja zewnętrzna w taki rynek będzie wówczas prowadziła do obniżenia efektywności i powstania zbędnej straty społecznej.
Struktura konkurencyjna, która wykształci się w wyniku działania mechanizmu wolnorynkowego, najczęściej zależy od charakterystyki branży. W większości współczesnych branż dochodzi do ustanowienia struktury zbliżonej do konkurencji doskonałej lub konkurencji monopolistycznej. Ze względu jednak na różnorodne czynniki, jak np. dominujący udział kosztów stałych w strukturze kosztowej branż takich jak telekomunikacja lub transport, w wyniku działania mechanizmu wolnorynkowego może dochodzić do powstania struktur ekonomicznie nieefektywnych, czego przykładami mogą być monopol lub oligopol. Rynek o strukturze monopolowej może nadal pozostawać rynkiem wolnym (kupujący i sprzedający zawierają transakcje dobrowolnie), jednak nie będzie on rynkiem ekonomicznie najefektywniejszym. Monopolista kierując się własnym interesem maksymalizacji zysku ustali cenę na poziomie wyższym, niż cena, która mogłaby się ukształtować na rynku konkurencyjnym. Będzie to prowadziło do przechwycenia przez monopolistę części nadwyżki konsumenta, czyli zwiększenia własnych zysków kosztem konsumentów. W takim przypadku regulacja rynku (np. poprzez interwencję państwa i ustalenie maksymalnej ceny dobra) może prowadzić do zwiększenia efektywności ekonomicznej.
Innymi przykładami zjawisk, których występowanie prowadzi do nieoptymalnej alokacji zasobów w wyniku mechanizmu wolnorynkowego, są efekty zewnętrzne, istnienie dóbr publicznych czy asymetria informacji. Ich występowanie jednak nie wskazuje jednoznacznie na ewentualną skuteczność rozwiązań regulacyjnych.

## Polityka gospodarcza
Wolny rynek rozumiany jako mechanizm alokacji zasobów może być regulatorem procesów ekonomicznych w skali całej gospodarki. Gospodarka, w której dominującą rolę regulacyjną odgrywa w przeważającej mierze rynek, to gospodarka rynkowa. W takiej funkcji wolny rynek ściśle wiąże się z liberalizmem ekonomicznym, którego teoretyczne podstawy powstały w XVIII w. na fali europejskiego oświecenia (szczególnie szkockiego – Adam Smith – i angielskiego – David Ricardo).

## Krytyka idei
Krytycy idei wolnego rynku wskazują, że przypisywana jej rzekoma spontaniczność jest fikcją. Karl Polanyi w Wielkiej transformacji pisał: „Historia gospodarcza dowodzi, że narodziny rynków krajowych w żadnym wypadku nie były skutkiem stopniowego i spontanicznego uwolnienia sfery gospodarczej od kontroli państwa. Przeciwnie, ukonstytuowanie się rynku wynikało ze świadomej i często gwałtownej interwencji ze strony państwa, które narzucało społeczeństwu organizację rynkową”. Przykładem takiej gwałtownej interwencji był europejski kolonializm, który prowadził do rozbijania struktur społecznych na terenach podbitych i zastępowania ich prywatną własnością. Brutalna eksploatacja ludności Indii przez imperium brytyjskie w XIX wieku prowadziła wręcz do lokalnej klęski żywiołowej. Chang Ha-joon uważa, iż wojny opiumowe z Chinami, a także interwencje państw Zachodu w różnych innych regionach świata, dowodziły, że tzw. wolny rynek musiał być zaprowadzany siłowo. Tzw. idee wolnorynkowe po II wojnie światowej były wdrażane przemocą w Chile i w Argentynie, gdzie legalnie wybrane socjalistyczne rządy zostały obalone na rzecz skrajnie prawicowych dyktatur wojskowych, którym asystowali przedstawiciele szkoły chicagowskiej.